# Lotta ai V Giochi del Mediterraneo
I tornei di lotta ai V Giochi del Mediterraneo si sono svolti nel settembre 1967 a Tunisi, in Tunisia.
Il programma ha previsto tornei di lotta libera e lotta greco-romana maschile, con 8 categorie per ciascuna disciplina.

## Podi

### Lotta libera
| Evento | Oro                | Argento              | Bronzo                   |
| 52 kg  | Vincenzo Grassi    | Boris Dimovski       | Petros Triandafilidis    |
| 57 kg  | Bekir Aydın        | Giulio Silverio      | Athanasios Zafeiropoulos |
| 63 kg  | Celal Pehlivan     | Boško Marinko        | Nikos Karypidis          |
| 70 kg  | Stefanos Ioannidis | Hüsamettin Öngör     | Luciano Alberti          |
| 78 kg  | Daniel Robin       | Osvaldo Ferrari      | Vahit Uysal              |
| 87 kg  | Gıyasettin Yılmaz  | Umberto Marcheggiani | Milan Nenadić            |
| 97 kg  | Hüseyin Gürsoy     | Josip Čorak          | Marcel Levasseur         |
| +97 kg | İsmail Topçam      | Raymond Uytterhaeghe | Athanasios Nikolopoulos  |

### Lotta greco-romana
| Evento | Oro               | Argento             | Bronzo                   |
| 52 kg  | Metin Çıkmaz      | Vasilios Ganotis    | Domenico Centurioni      |
| 57 kg  | Othon Moskhidis   | Ünver Beşergil      | Serges Blancher          |
| 63 kg  | Metin Alakoç      | Sreten Damjanović   | Nikolaos Lazarou         |
| 70 kg  | Stevan Horvat     | Petros Galaktopulos | Piero Bellotti           |
| 78 kg  | Daniel Robin      | Dimitrios Savvas    | Sırrı Acar               |
| 87 kg  | Branislav Simić   | Necdet Uçar         | Nicolaos Mouzakis        |
| 97 kg  | Ömer Topuz        | Josip Čorak         | Vito Loiacono            |
| +97 kg | Gıyasettin Yılmaz | Giuseppe Marcucci   | Anthanasios Nikolopoulos |

## Medagliere
| Posizione | Paese      | Oro | Argento | Bronzo | Totale |
| --------- | ---------- | --- | ------- | ------ | ------ |
| 1         | Turchia    | 9   | 3       | 2      | 14     |
| 2         | Jugoslavia | 2   | 5       | 1      | 8      |
| 3         | Grecia     | 2   | 3       | 7      | 12     |
| 4         | Francia    | 2   | 1       | 2      | 5      |
| 5         | Italia     | 1   | 4       | 4      | 9      |
| Totale    | Totale     | 16  | 16      | 16     | 48     |